# Lactarius echinatus
Lactarius echinatus é um fungo que pertence ao gênero de cogumelos Lactarius na ordem Russulales. Encontrado na América do Norte, foi descrito cientificamente por Harry D. Thiers em 1957.